# BAFTA (премия, 1964)
17-я церемония вручения наград премии BAFTA

Лондон, Англия
Лучший фильм: 

Том Джонс 

Tom Jones
Лучший британский фильм: 

Том Джонс 

Tom Jones
< 16-я Церемонии вручения 18-я >
17-я церемония вручения наград премии BAFTA за заслуги в области кинематографа за 1963 год состоялась в Лондоне в 1964 году.
В номинации «Лучший фильм» были заявлены четыре картины из США («Дни вина и роз», «Дэвид и Лиза», «Убить пересмешника», «Хад»), три из Италии («Восемь с половиной», «Развод по-итальянски», «Четыре дня Неаполя»), одна из Польши («Нож в воде») и четыре из Великобритании, представленные также в категории «Лучший британский фильм».
В этом году впервые чествовали победителей в новой категории «Лучшая работа кинооператора для британского фильма». До 1968 года включительно награды вручали отдельно за цветные и чёрно-белые фильмы. В 1969 году номинация получила название «Лучшая операторская работа».
Ниже приведён полный список победителей и номинантов премии с указанием имён режиссёров, актёров и сценаристов, а также оригинальных и русскоязычных названий фильмов. Названия фильмов и имена кинодеятелей, победивших в соответствующей категории, выделены жирным шрифтом и отдельным цветом.
| Фильмы                                                                 |                                |                                |                                  |
| Категория                                                              | Фильм — русскоязычное название | Фильм — оригинальное название  | Режиссёр                         |
| Лучший фильм                                                           | • «Том Джонс»                  | Tom Jones                      | Тони Ричардсон                   |
| Лучший фильм                                                           | • «Билли-лжец»                 | Billy Liar                     | Джон Шлезингер                   |
| Лучший фильм                                                           | • «Восемь с половиной»         | 8½                             | Федерико Феллини                 |
| Лучший фильм                                                           | • «Дни вина и роз»             | Days of Wine and Roses         | Блейк Эдвардс                    |
| Лучший фильм                                                           | • «Дэвид и Лиза»               | David and Lisa                 | Фрэнк Перри                      |
| Лучший фильм                                                           | • «Нож в воде»                 | Nóz w wodzie                   | Роман Полански                   |
| Лучший фильм                                                           | • «Развод по-итальянски»       | Divorzio all’italiana          | Пьетро Джерми                    |
| Лучший фильм                                                           | • «Слуга»                      | The Servant                    | Джозеф Лоузи                     |
| Лучший фильм                                                           | • «Такова спортивная жизнь»    | This Sporting Life             | Линдсей Андерсон                 |
| Лучший фильм                                                           | • «Убить пересмешника»         | To Kill a Mockingbird          | Роберт Маллиган                  |
| Лучший фильм                                                           | • «Хад»                        | Hud                            | Мартин Ритт                      |
| Лучший фильм                                                           | • «Четыре дня Неаполя»         | Le Quattro giornate di Napoli  | Нанни Лой                        |
| Лучший британский фильм                                                | • «Том Джонс»                  | Tom Jones                      | Тони Ричардсон                   |
| Лучший британский фильм                                                | • «Билли-лжец»                 | Billy Liar                     | Джон Шлезингер                   |
| Лучший британский фильм                                                | • «Слуга»                      | The Servant                    | Джозеф Лоузи                     |
| Лучший британский фильм                                                | • «Такова спортивная жизнь»    | This Sporting Life             | Линдсей Андерсон                 |
| Лучший анимационный фильм                                              | • «Автомания 2000»             | Automania 2000                 | Джон Халас                       |
| Лучший анимационный фильм                                              | • «Критик»                     | The Critic                     | Эрнест Пинтофф                   |
| Лучший короткометражный фильм                                          | • «Счастливая годовщина»       | Heureux Anniversaire           | Пьер Этекс                       |
| Лучший короткометражный фильм                                          | • «Войнушка»                   | The War Game                   | Май Сеттерлинг                   |
| Лучший короткометражный фильм                                          | • «Снег»                       | Snow                           | Джеффри Джонс                    |
| Лучший короткометражный фильм                                          | • —                            | Zeilen                         | Хаттум Ховинг                    |
| Награда объединённых наций United Nations Award                        | • «Наследство»                 | からみ合い                     | Масаки Кобаяси                   |
| Награда объединённых наций United Nations Award                        | • «Военная охота»              | War Hunt                       | Денис Сандерс                    |
| Актёрские работы                                                       |                                |                                |                                  |
| Категория                                                              | Имя                            | Фильм — русскоязычное название | Фильм — оригинальное название    |
| Лучший британский актёр                                                | • Дирк Богард                  | «Слуга»                        | The Servant                      |
| Лучший британский актёр                                                | • Хью Гриффит                  | «Том Джонс»                    | Tom Jones                        |
| Лучший британский актёр                                                | • Том Кортни                   | «Билли-лжец»                   | Billy Liar                       |
| Лучший британский актёр                                                | • Альберт Финни                | «Том Джонс»                    | Tom Jones                        |
| Лучший британский актёр                                                | • Ричард Харрис                | «Такова спортивная жизнь»      | This Sporting Life               |
| Лучший иностранный актёр                                               | • Марчелло Мастроянни          | «Развод по-итальянски»         | Divorzio all’italiana            |
| Лучший иностранный актёр                                               | • Ховард Да Силва              | «Дэвид и Лиза»                 | David and Lisa                   |
| Лучший иностранный актёр                                               | • Джек Леммон                  | «Дни вина и роз»               | Days of Wine and Roses           |
| Лучший иностранный актёр                                               | • Пол Ньюман                   | «Хад»                          | Hud                              |
| Лучший иностранный актёр                                               | • Грегори Пек                  | «Убить пересмешника»           | To Kill a Mockingbird            |
| Лучшая британская актриса                                              | • Рейчел Робертс               | «Такова спортивная жизнь»      | This Sporting Life               |
| Лучшая британская актриса                                              | • Джули Кристи                 | «Билли-лжец»                   | Billy Liar                       |
| Лучшая британская актриса                                              | • Сара Майлз                   | «Слуга»                        | The Servant                      |
| Лучшая британская актриса                                              | • Эдит Эванс                   | «Том Джонс»                    | Tom Jones                        |
| Лучшая британская актриса                                              | • Барбара Уиндсор              | «Воробьи не могут петь»        | Sparrows Can’t Sing              |
| Лучшая иностранная актриса                                             | • Патриция Нил                 | «Хад»                          | Hud                              |
| Лучшая иностранная актриса                                             | • Бетт Дейвис                  | «Что случилось с Бэби Джейн?»  | What Ever Happened to Baby Jane? |
| Лучшая иностранная актриса                                             | • Джоан Кроуфорд               | «Что случилось с Бэби Джейн?»  | What Ever Happened to Baby Jane? |
| Лучшая иностранная актриса                                             | • Ли Ремик                     | «Дни вина и роз»               | Days of Wine and Roses           |
| Лучшая иностранная актриса                                             | • Даниэла Рокка                | «Развод по-итальянски»         | Divorzio all’italiana            |
| Самый многообещающий новичок                                           | • Джеймс Фокс                  | «Слуга»                        | The Servant                      |
| Самый многообещающий новичок                                           | • Кир Дулли                    | «Дэвид и Лиза»                 | David and Lisa                   |
| Самый многообещающий новичок                                           | • Венди Крэйг                  | «Слуга»                        | The Servant                      |
| Самый многообещающий новичок                                           | • Джанет Марголин              | «Дэвид и Лиза»                 | David and Lisa                   |
| Другие категории                                                       |                                |                                |                                  |
| Категория                                                              | Имя                            | Фильм — русскоязычное название | Фильм — оригинальное название    |
| Лучший сценарий для британского фильма                                 | • Джон Осборн                  | «Том Джонс»                    | Tom Jones                        |
| Лучший сценарий для британского фильма                                 | • Гарольд Пинтер               | «Слуга»                        | The Servant                      |
| Лучший сценарий для британского фильма                                 | • Кит Уотерхаус, Уиллис Холл   | «Билли-лжец»                   | Billy Liar                       |
| Лучший сценарий для британского фильма                                 | • Дэвид Стори                  | «Такова спортивная жизнь»      | This Sporting Life               |
| Лучшая работа кинооператора для британского фильма (Чёрно-белый фильм) | • Дуглас Слокомб               | «Слуга»                        | The Servant                      |
| Лучшая работа кинооператора для британского фильма (Чёрно-белый фильм) | • Денис Н. Куп                 | «Билли-лжец»                   | Billy Liar                       |
| Лучшая работа кинооператора для британского фильма (Чёрно-белый фильм) | • Мютц Гринбаум                | «Небеса над нами»              | Heavens Above!                   |
| Лучшая работа кинооператора для британского фильма (Чёрно-белый фильм) | • Джералд Гиббс                | «Станция Шесть-Сахара»         | Station Six-Sahara               |
| Лучшая работа кинооператора для британского фильма (Чёрно-белый фильм) | • Кристофер Чаллис             | «Победители»                   | The Victors                      |
| Лучшая работа кинооператора для британского фильма (Цветной фильм)     | • Тед Мур                      | «Из России с любовью»          | From Russia with Love            |
| Лучшая работа кинооператора для британского фильма (Цветной фильм)     | • Джеффри Ансуорт              | «Тамахин»                      | Tamahine                         |
| Лучшая работа кинооператора для британского фильма (Цветной фильм)     | • Джек Эшер                    | «Алое лезвие»                  | The Scarlet Blade                |
| Лучшая работа кинооператора для британского фильма (Цветной фильм)     | • Артур Иббетсон               | «Девять часов»                 | Nine Hours to Rama               |
| Лучшая работа кинооператора для британского фильма (Цветной фильм)     | • Роберт Краскер               | «Бегущий человек»              | The Running Man                  |
| Лучшая работа кинооператора для британского фильма (Цветной фильм)     | • Эрвин Хиллер                 | «Сэмми отправляется на юг»     | Sammy Going South                |
| Лучшая работа кинооператора для британского фильма (Цветной фильм)     | • Джек Хилдьярд                | «Весьма именитые персоны»      | The V.I.P.s                      |